# Ada Henry Van Pelt
Ada Henry Van Pelt (1838 - 7 d'agost de 1923) va ser una activista contra l'alcohol i a favor del sufragi femení, editora, conferenciant, i, més tard inventora. Va guanyar diverses patents, incloent-ne una per un purificador elèctric d'aigua, quan ja tenia 74 anys.

## Joventut
Ada Henry va néixer el 1838, a Princeton, Kentucky, filla de C. B. Henry, un banquer. Va tenir una germana, Anna, i un germà, Col. A. P. Henry, comandant durant l'anomenat 15è Calvari de Kentucky de la Guerra Civil.

## Carrera
Van Pelt era editora i la principal escriptora del setmanari Pacific Ensign durant sis anys, fins al 1897. Mentre va estar al setmanari va ser la presidenta de la Pacific Coast Woman's Press Association. El 1898 va fer una gira de conferències, parlant sobre Califòrnia i la seva feina amb la Creu Roja Americana durant la guerra entre Espanya i Amèrica, presentant-ho amb il·lustracions.
Van Pelt també va escriure dos jocs que es van produir en l'àrea de San Francisco, "L'Escola de les Carreteres de la Creu" que era una obra de teatre burlesca i "El Sentinella Quaker," una obra dramàtica de la Guerra Civil.
Van Pelt va aconseguir diverses patents, incloent per un candau que s'obria amb una combinació de números, i un purificador d'aigua elèctric el 1911. Va esdevenir membre honorària de l'Acadèmia Francesa de les Ciències el 1912.

## Vida personal
Es va casar amb el capità Charles E. Van Pelt el 1864, mentre servia en un regiment de voluntaris de la infanteria. La parella es traslladà a Nebraska després de la Guerra Civil. Van Pelt va anar a viure a Califòrnia el 1889. Va ser una de les fundadores de la biblioteca pública de Lincoln, Nebraska. Va ser una membre del Club Ebell de Los Angeles.
Va morir el 1823, amb 84 anys.